# Dżuma na Warmii (1708–1711)

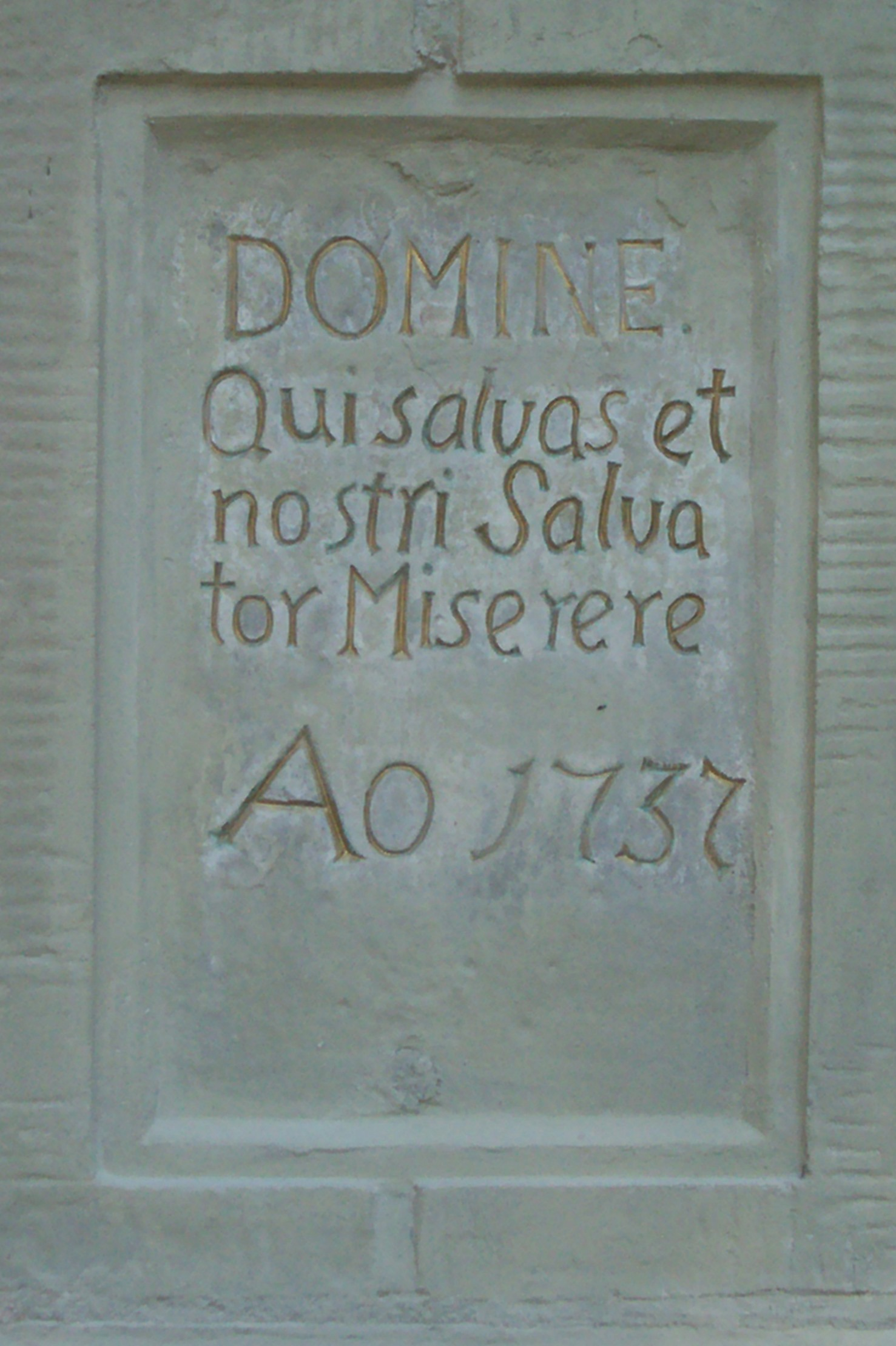
tablica na figurze Chrystusa Zbawiciela Świata przy kościele NSPJ w Olsztynie

Dżuma na Warmii (1708–1711) – największa epidemia dżumy w Prusach, która pochłonęła 200–250 tys. ofiar (1/3 ludności), odłam wielkiej dżumy w Europie (1708–1714).

## Opis epidemii i jej tło
Wiek XVIII przyniósł Warmii wojny, pożary, epidemie i tę najstraszniejszą śmierć – dżumę. Ludzie umierali w domach i w lasach, gdzie próbowali się chronić przed zarazą. Dżuma najpierw pojawiła się w Polsce. W 1707 r. epidemia w Krakowie i Warszawie zaostrzyła się na tyle, że w Prusach wprowadzono środki przeciwko jej przywleczeniu. Na nieszczelnej w owym czasie granicy podwojono patrole. Podróżnych przybywających z Polski objęto kwarantanną a ich bagaże dezynfekowano. Latem 1708 r. całkowicie wstrzymano ruch z Polską; pod groźbą śmierci nikt nie mógł przekraczać granicy. Królewiec został całkowicie odizolowany. Jesienią 1708 biskup Andrzej Chryzostom Załuski zapisał w swoim pamiętniku „Anioł śmierci przekroczył granicę biskupstwa”. Szły pielgrzymki do warmińskich sanktuariów. W kościołach lud błagał na kolanach i zanosił do Stwórcy suplikacje.
Dżuma pochłonęła na Warmii wiele istnień ludzkich. Tylko stołeczny Lidzbark Warmiński stracił przeszło tysiąc osób, prawie jedną trzecią mieszkańców. Wiele miast i wsi zostało całkiem wyludnionych. Licznych zmarłych pogrzebano przy kaplicy Świętego Krzyża w Braniewie. Dzięki zamknięciu bram miejskich przed zarazą uchronili się mieszkańcy Ornety, Dobrego Miasta, Jezioran, Bisztynka i Barczewa. Najbardziej wyludnione zostały miasta: Lidzbark Warmiński, Braniewo, Biskupiec, Reszel i Olsztyn. W parafii św. Jakuba w Olsztynie w 1710 zapisano, że zmarło 2000 osób. Wśród ofiar było wielu duchownych. W lipcu 1710 na dżumę zmarł proboszcz Jan Mateusz Grotkowski (ur. ok. 1658 w Sząbruku). Proboszczem w Olsztynie był zaledwie dwa lata. Pobożny lud warmiński szukał wsparcia u swoich świętych patronów: św. Rocha, św. Rozalii i św. Anny.
Ci, którzy przeżyli zarazę, jako wota dziękczynne budowali krzyże i kapliczki. Również kapituła warmińska i biskup Andrzej Chryzostom Załuski ślubowali, że dla oddalenia zarazy zbudują świątynie. Tak powstały warmińskie sanktuaria pasyjne w Lidzbarku Warmińskim i w Chwalęcinie. Epidemia dżumy wyludniła Olsztyn i okoliczne wioski. Kiedyś przy drodze z Olsztyna do Dywit, u ujścia rzeki Wadąg do Łyny, leżała wieś Sądyty (Sandyty). W tej wsi podczas zarazy 1710 roku wymarli wszyscy mieszkańcy. Opustoszałe domostwa popadły w ruinę. Na miejscu dawnej wsi, nigdy nie odbudowanej, dziś rośnie las.
Dla upamiętnienia tych smutnych wydarzeń w Olsztynie wzniesiono dwa pomniki:
1. Figurę Zbawiciela Świata, Chrystusa trzymającego w ręku kulę ziemską, posiadającą na cokole łaciński napis: „Domine Qui salvas et nostri Salvator Miserere Ao 1737”. Figura ta stała na Placu Trzech Krzyży, przy drodze do Dobrego Miasta (na rogu dzisiejszej ul. 1 Maja i Linki). Obecnie figura stoi przy kościele Najświętszego Serca Pana Jezusa.
2. Figurę Chrystusa upadającego pod krzyżem. Figura ta, zwana przez olsztynian „Bożą męką”, nosi polski napis „Idź za mną”. Niegdyś umieszczona była na „Targu Końskim”, tuż za murami Olsztyna. Obecnie stoi u wlotu ulicy Jagiellończyka.

W miarę upływu lat ożywały spustoszone wojną i zarazą warmińskie wsie i miasta. Zaczęto znowu organizować jarmarki i spotykać się na kiermasach. Warmia wracała do życia.